# نوکلئاز

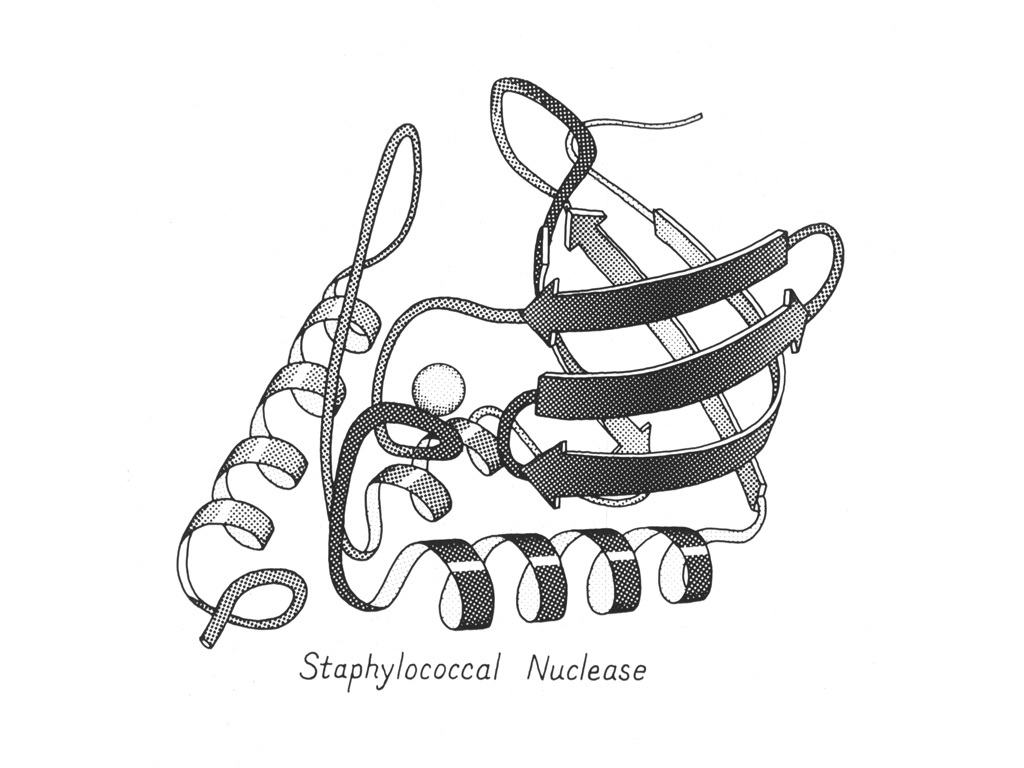
شماتیک نواری ساختار آنزیم نوکلئاز استافیلوکال (فایل PDB 1SNS). مارپیچ‌ها به صورت مارپیچی، رشته‌های بتا به صورت فلش، و کلسیم به صورت یک توپ محدود شده‌اند. طراحی دستی و سایه دار توسط جین ریچاردسون در سال ۱۹۸۰.

نوکلئاز (به انگلیسی: Nuclease) (یا نوکلئو پلیمراز) آنزیمی است که قادر به شکستن پیوندهای فسفودیستری بین مونومرهای نوکلئیک اسید است. در ارگانیسم‌های زنده، این آنزیم‌ها ابزارهایی حیاتی برای بازسازی دی ان ای هستند.
برای این دسته از آنزیم‌ها بر اساس مکان فعالیتشان، دو زیرشاخه وجود دارد. یکی اگزونوکلئازها هستند که از انتهای مولکول هدف شروع به شکستن پیوندها می‌کنند، و دیگری اندونوکلئازها هستند که این فعالیت را از میانه مولکول هدف شروع می‌کنند.